# Honda Bali
L’Honda Bali, chiamato anche Honda SJ 50 o Honda SJ 100 a seconda della motorizzazione (codice telaio AF32), è uno scooter prodotto dalla casa motociclistica giapponese Honda negli stabilimenti italiani di Atessa dal maggio 1993 al 2001.

## Storia
Presentato al Motor Show di Bologna nel dicembre 1992 il Bali è il primo scooter della casa giapponese progettato espressamente per il mercato europeo e prodotto nello stabilimento di Atessa.
Era un motociclo compatto a ruote basse e pedana piatta con un piccolo portapacchi di serie e motore da 50 cc. Basato su un telaio inedito, il Bali aveva una ciclistica composta da forcella anteriore  "antiaffondamento" (TLAD) e forcellone posteriore con motore oscillante e monoammortizzatore. La lunghezza era di soli 1,765 metri con un passo di 1,260 metri. Le ruote sono da 10 pollici sia le anteriori che le posteriori. La sella era monoposto e alta 770 mm da terra. Il ciclomotore era inoltre caratterizzato da carrozzeria in plastica, vano richiudibile nel retroscudo anteriore e ampio vano sottosella in grado di contenere un casco. Il prezzo al lancio sul mercato italiano nel 1993 era di 3.285.000 lire.

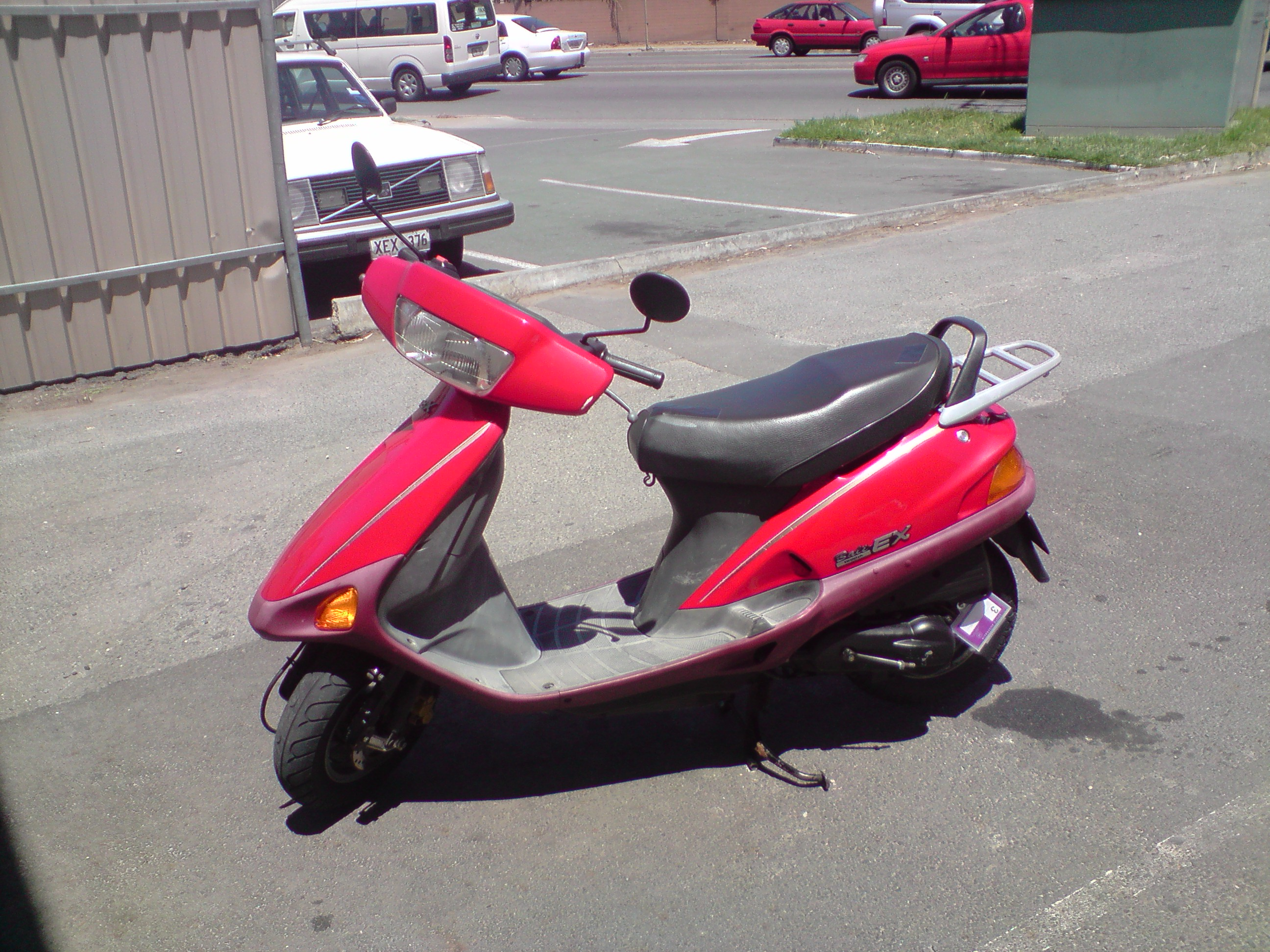
Honda SJ 100 Bali EX

Al debutto era disponibile solo con il motore 50, un monocilindrico due tempi raffreddato ad aria che erogava 5,4 CV (4 kW) a 6.750 giri/min e una coppia massima pari a 11,5 Nm a 7000 giri/min. Il peso era di soli 91 kg.
L'impianto frenante era composto da un disco anteriore da 190 mm (uno dei primi cinquantini a montare tale soluzione) e un tamburo al posteriore. Veniva prodotta anche una versione per le forze dell'ordine con bauletto posteriore in tinta carrozzeria e parabrezza anteriori forniti di serie.  
Il veicolo ottenne un buon successo commerciale sia in Italia che in Europa tanto che la Honda ne allargò la gamma introducendo nel 1995 il modello SJ 100 Bali con motore più grande da 100. Tale motore era un monocilindrico due tempi raffreddato ad aria da 101 cc effettivi che erogava 8,6 cavalli a 6.750 giri/min. Il peso dell'SJ 100 era di 93,4 kg. L'SJ 100 Bali era disponibile in due versioni: base e la più ricca ed elegante EX con carrozzeria bicolore e terminale di scarico con protezione in acciaio. Entrambi avevano la sella biposto.